# Следственная часть
Сле́дственная часть — подразделение Следственного департамента МВД России, занимающееся расследованием уголовных дел о преступлениях особой важности.
Во исполнение Указа Президента РФ от 23 ноября 1998 № 1422 в составе Следственного Комитета при МВД РФ было образовано Региональное управление по расследованию организованной преступной деятельности на Северном Кавказе. С образованием в 2001 главных управлений внутренних дел по федеральным округам при них были образованы следственные управления, находящиеся в непосредственном подчинении СК при МВД РФ. Аналогичную высшему звену следственного аппарата имеют структуру следственные управления (отделы) при МВД республик, ГУВД, УВД краёв и областей. Примерно две трети личного состава этих следственных аппаратов приходится на долю организационных и контрольных подразделений, а остальную часть составляют следователи следственных частей. Руководители следственных управлений и отделов одновременно по должности являются заместителями министров и начальников управлений внутренних дел. В структуре этих следственных аппаратов имеются следователи, старшие следователи и следователи по особо важным делам.